# 책읽는사회문화재단
책읽는사회문화재단은 모든 시민이 정보와 지식에 평등하게 접근할 수 있는 사회, 문화적 기반과 기회 확대 기여하기 위하여 2003년 8월 19일 설립된 문화체육관광부 소관의 재단법인이다. 사무실은 종로구 동숭동 25-1번지 일석기념관 2층에 있다.

## 주요 사업
- 어린이도서관 건립 및 운영사업
- 책읽는사회만들기 국민에 운동에 대한 지원
- 연구조사 사업, 교육사업 등